# Reggenza di Ngawi
La reggenza di Ngawi (in indonesiano: Kabupaten Ngawi) è una reggenza dell'Indonesia, situata nella provincia di Giava Orientale.